# 稻草假单胞菌
稻草假单胞菌是一类杆状革兰氏阴性菌，它所包含的菌株以前属于赭色假单胞菌（P. ochracea）。根据16S rRNA分析，目前稻草假单胞菌属于绿脓杆菌。